# Annarella
Annarella (Roma, 12 gennaio 1926 – Roma, 9 giugno 2017) è stata un'attivista e personaggio televisivo italiana.
Non sono note pubblicamente le sue generalità, ma era conosciuta alla cittadinanza romana e al pubblico televisivo per la sua abitudine di presentarsi quotidianamente di fronte ai palazzi della politica italiana e per le sagaci e caustiche invettive che lanciava agli esponenti politici. Si rivolgeva loro con toni perentori e beffardi, ma con una innata simpatia satirica  tipica del dialetto romanesco che la rendeva comunque per lo più ben tollerata o comunque benevolmente sopportata dai personaggi oggetto delle sue accuse, in generale appartenenti agli schieramenti di destra e moderati. I suoi bersagli preferiti erano Silvio Berlusconi, che epitetava con particolare asprezza, e, negli ultimi periodi, anche il Movimento 5 Stelle e Beppe Grillo. Si presentava più "benevola", ma comunque critica, con gli esponenti di sinistra e centro-sinistra.

## Biografia
Poco o nulla si sa della sua vita, se non che, per sua stessa ammissione si definiva Trasteverina, simpatizzante comunista e aveva avuto l'occasione di conoscere personalmente alcuni esponenti del Partito Comunista (spesso citava la presentazione a Palmiro Togliatti e si manifestò una reciproca simpatia con Pier Luigi Bersani). Viveva poveramente con una pensione minima di 213 euro al mese e del contributo legato alla solidarietà della cittadinanza e dei proventi talora elargiti in occasione di alcune sue apparizioni televisive.
Sconosciuta al grande pubblico, cominciò a essere notata nei primi anni duemila quando, già in tarda età, iniziò a passare il tempo stazionando nei pressi delle principali sedi politiche romane, soprattutto durante il culmine dell'attività politica di Silvio Berlusconi. Notata dal giornalismo politico, cominciò a diventare oggetto della loro attenzione grazie alla sua particolare dialettica e alla sagacia e causticità delle sue colorite espressioni, che non si fermavano al puro dileggio o alla greve offesa, ma ricordavano l'ironia e la saggezza popolana della poetica del Belli e Trilussa o di alcuni famosi popolani del passato quali Ciceruacchio e la tradizione popolare di Pasquino. La sua "verve" venne anche accostata a quella di Anna Magnani per la sincerità e tagliente simpatia della sua parlata. Cominciò pertanto la sua notorietà televisiva legata ad alcune sue episodiche interviste e alla trasmissione di alcune sue accese invettive ai danni del malcapitato politico di turno. Gradualmente divenne ospite fissa o comunque frequente di alcune delle più note trasmissioni radiofoniche e televisive di argomento politico e di costume (come La Zanzara, Servizio Pubblico o Blob che le ha dedicato una puntata speciale), spesso sollecitata e richiesta dai più famosi conduttori, quali Michele Santoro o Giuseppe Cruciani. Questa visibilità le consegnò una più vasta notorietà, legata al fatto che la sua opinione era spesso trasmessa anche dai telegiornali nazionali in occasione dei principali eventi politici come momento di "costume" e di "colore".
È morta il 9 giugno 2017 all'età di 91 anni e la notizia della sua scomparsa è stata data con risalto dai principali telegiornali e quotidiani nazionali, testimoniando così l'affetto e la notorietà raggiunti presso il grande pubblico nonché presso la stessa classe politica oggetto delle sue invettive. Numerose sono le pagine sui social media o sui siti di streaming a lei dedicate.